# Jules Descampe
Jonkheer Jules Edouard Marie Hubert Descampe (Tongrinne, 1 september 1911 - Kariba, Rhodesië, 12 februari 1979) was een Belgisch politicus, notaris en grootgrondbezitter uit Waterloo.

## Levensloop
Descampe was een zoon van senator Edouard Descampe en van Nelly Delpierre. Hij promoveerde tot doctor in de rechten en werd op 28-jarige leeftijd notaris in Waterloo. Op het einde van de Tweede Wereldoorlog was hij de eerste Belgische officier die de brug van Remagen overstak. Voor dit heroïsche exploot werd hij bij de eerste naoorlogse verkiezingen beloond met het lijsttrekkerschap.
Van 17 februari 1946 tot 17 augustus 1950 was hij lid van de Kamer van volksvertegenwoordigers voor de PSC.
Naar aanleiding van een hoog oplopend debat over de koningskwestie raakte hij in een gevecht verwikkeld met de Oostendse liberaal Adolphe Van Glabbeke.
Bij de verkiezingen van 4 juni 1950 werd Descampe herkozen, maar als hevig leopoldist verzaakte hij aan dit mandaat, omdat hij het compromis waarbij prins Boudewijn de koninklijke macht zou uitoefenen, beschouwde als "verworven door het oproer".
Hij was van 1946 gemeenteraadslid en van 1952 tot 1964 burgemeester van Waterloo.
Bij het tekenen van de taalgrens in 1962 werd door Arthur Gilson geopperd om van Waterloo en Terhulpen faciliteitengemeenten te maken. Burgemeester Descampe verzette zich hier hevig en met succes tegen. Hij kreeg hierdoor de bijnaam de Leeuw van Waterloo.
Bij koninklijk besluit van 29 november 1965 werd hij opgenomen in de erfelijke Belgische adel.
Hij was getrouwd met Yvonne Snyers (Hannut, 1912 - Kariba, Rhodesië, 12 februari 1979. Ze hadden vijf kinderen. De golfspeelster Florence Descampe is hun kleindochter.
Het echtpaar kwam om het leven bij een vliegtuigcrash in Rhodesië. Rebellen dachten dat het om het vliegtuig ging met de chef van het Rhodesisch leger en haalden het neer met een goed gerichte raket. De lichamen werden nooit teruggevonden.

## Parc Jules Descampe

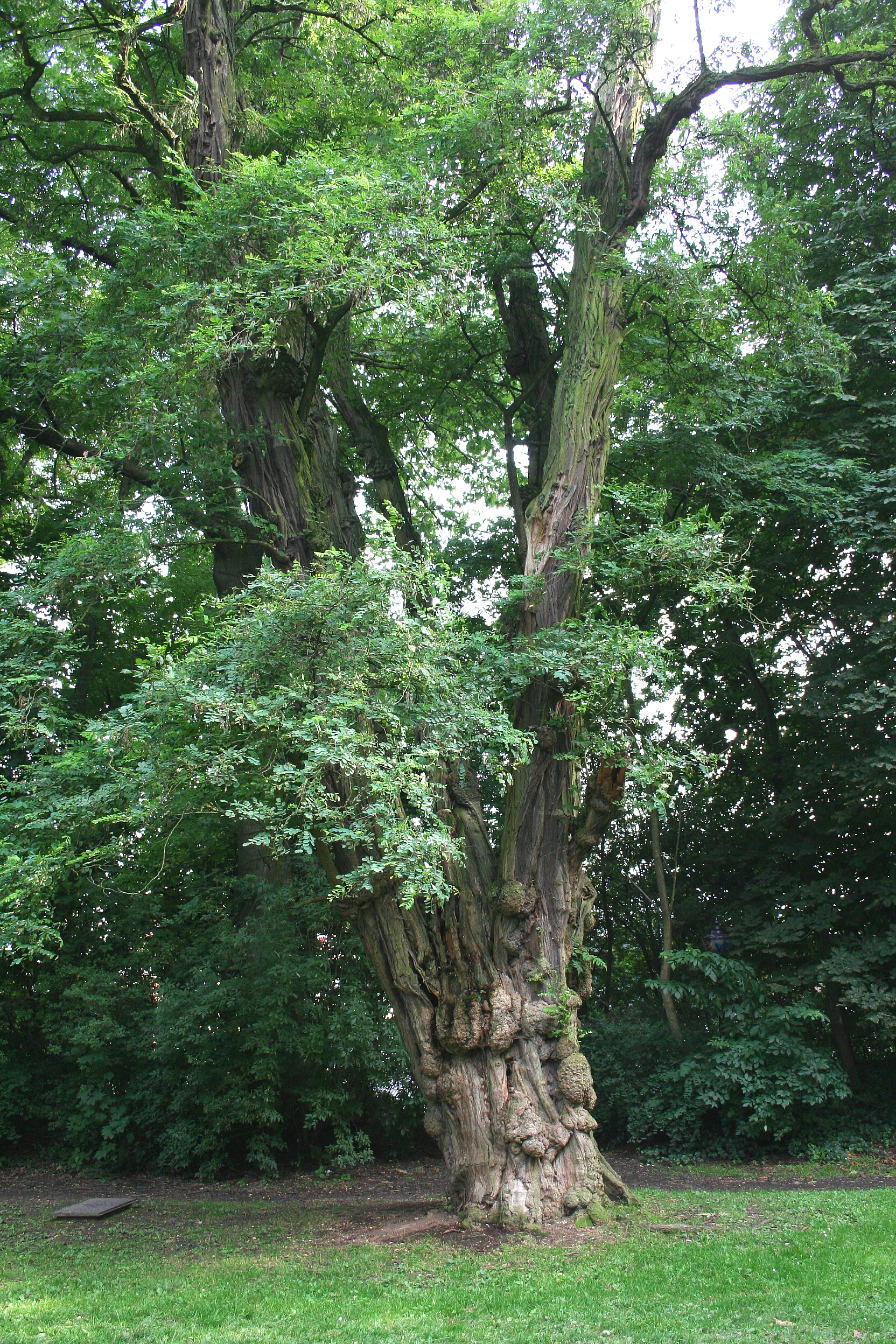
Valse acacia in het park Jules Descampe

Naar Jules Descampe werd in 1985 een gemeentelijk park genoemd, vier hectare groot, met enkele merkwaardige bomen en beelden.